# Euphoria (cançó de Loreen)
Euphoria (lit. ‘Eufòria’) és una cançó dance-pop interpretada per la cantant sueca Loreen i composta per Thomas G:son i Peter Boström que va resultar guanyadora del Festival d'Eurovisió 2012. Després de guanyar Eurovisió les vendes de la cançó augmentaren notablement, arribant a vendre 2 milions en els dies 27 i 28 de maig.

## Festivals
En primer lloc, guanyà el Melodifestivalen 2012 en la final del 10 de març, al Globen Arena d'Estocolm, després de rebre les puntuacions més elevades del jurats i del tele-vot, obtenint un total de 268 punts. Al tele-vot va rebre un número rècord de 670.000 trucades telefòniques de més de 4 milions d'espectadors que seguiren la final.
Per tant, la cançó representà a Suècia al Festival d'Eurovisió 2012 celebrat a Bakú, Azerbaidjan. A la gran final celebrada el 26 de maig es proclamà vencedora de dita edició del concurs amb 372 punts complint-se els pronòstics que la situaven com a favorita de la nit. Fou a més a més la segona participant que més punts ha obtingut en la història del Festival de la Cançó d'Eurovisió, després d'Alexander Rybak que va aconseguir 387 punts amb el seu Fairytale. També va rebre la màxima puntuació (12 punts) de 18 països, batent, en aquest cas, el rècord de màximes puntuacions que tenia Rybak. La cançó va rebre punts de tots els altres països participants exceptuant a Itàlia.

## Recepció
"Euphoria" va entrar a la Sverigetopplistan, la llista oficial de vendes de Suècia, en el número 12 en la seva setmana de llançament, i arribà al número 1 en la seva segona setmana. El 4 de març de 2012, "Euphoria" va entrar a la llista oficial sueca de vendes digitals "Digilistan" en el número 1, i al mateix temps debutà en el número 5 a la llista de ràdios sueca proporcionada per Nielsen. El 15 de març de 2012, la cançó també encapçalà la llista oficial de vendes de Finlàndia. El 27 de maig de 2012, menys de 24 hores després de sa victòria a Eurovisió, arribà al número 1 a les llistes d'iTunes en 15 països, incloent Alemanya, Àustria, Bèlgica, Espanya, Xipre, Grècia, Irlanda, Malta, Països Baixos, Regne Unit i Suïssa. En el cas del Regne Unit, fou la primera cançó del concurs en assolir-ho en una dècada.
A Espanya, l'entrada d'Euphoria a la llista de Los 40 principales a la posició 26, va significar la primera entrada d'una cançó guanyadora del Festival d'Eurovisió des de la victòria d'ABBA.
A Catalunya, Euphoria va assolir la posició 1 a la llista de flaix FM, fet que no s'havia produït mai en la història. Cal remarcar l'excepció de la cançó Fly On the Wings of Love Ft.Ania que era un remix de la guanyadora d'Eurovisió l'any 2000 i que va assolir també el top-1 de la llista.